# Атагозы Айткулулы
Атагозы Айткулулы (каз. Атағозы Айтқұлұлы; 1704–1794) — казахский батыр. Происходит из рода Адай племени Байулы. В составе 40-тысячного казахско-каракалпакского вооруженного отряда сражался против калмыков (1723). Отличился в походе (1726) против калмыкского хана Сэрена Дондука.
Принимал участие в крестьянском восстании Емельяна Пугачева.
Атагозы Айткулулы принимал активное участие в восстании под руководством Сырыма Датова (1783–1797 годы).
В народе сохранились многочисленные крылатые слова, принадлежащие Атагозы.
Могила находится в 2 км к северу от мечети Бекет ата в Бейнеу.